# Sia Kosioni

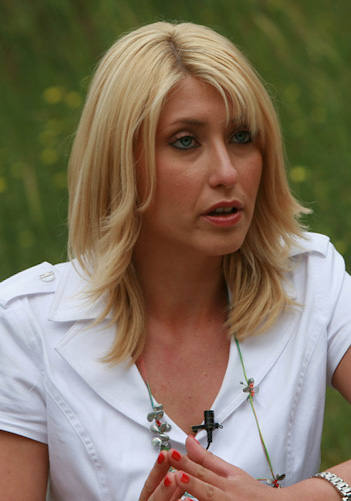
Sia Kosioni 2009

Anastasia „Sia“ Kosioni (griechisch Αναστασία «Σία» Κοσιώνη, * 16. Mai 1980 in Athen) ist eine griechische Journalistin und Nachrichtensprecherin.

## Leben
Kosioni wuchs in Melissia, einem Vorort von Athen, auf und besuchte die öffentliche Schule. Nach ihrem Studium und ersten beruflichen Erfahrungen kehrte sie nach Athen zurück. Sie ist seit 2017 in zweiter Ehe mit dem Politiker Kostas Bakogiannis verheiratet, der seit 2019 Bürgermeister von Athen ist. Mit ihm hat sie einen Sohn.

## Karriere
Kosioni studierte an der Aristoteles-Universität Thessaloniki Journalismus und Medien. Anschließend absolvierte sie ein Studium an der London School of Economics and Political Science und erwarb dort ihr Master-Diplom in New Media, Information and Society.
Sie begann ihre journalistische Karriere in Thessaloniki mit Radiobeiträgen und Zeitungsartikeln. Nachdem sie nach Athen zurückgekehrt war, arbeitete sie bei verschiedenen Zeitungen, einem Radiosender und für die Talkshow Oudis Anamartitos (Ουδείς Αναμάρτητος Niemand ist ohne Sünde) mit Anna Panagiotarea (Άννα Παναγιωταρέα) für den staatlichen Fernsehsender ERT.
Seit 2006 ist sie bei dem privaten Fernseh- und Radiosender SKAI in Athen angestellt. Sie begann dort mit Radioreportagen und Fernsehnachrichten. Im September desselben Jahres übernahm sie als Nachrichtensprecherin die Hauptnachrichtensendung des Fernsehkanals am Abend und gilt seitdem als eine der wichtigsten Repräsentantinnen des Kanals. Ihre Nachrichten erzielen jahrelang die höchsten Zuschauerzahlen aller griechischen Abendnachrichten. Im Rahmen ihrer Arbeit hat sie zahlreicher Politiker interviewt. Eins ihrer wichtigsten Interviews machte sie nach eigenen Angaben mit Wolfgang Schäuble, als er in seiner Funktion als Finanzminister Griechenland während der Wirtschaftskrise besuchte.
Mit den Journalisten Alexis Papachelas, Pavlos Tsimas und Tasos Telloglou moderierte sie 2017 und 2018 die Reportage-Serie Istories (Ιστορίες Geschichten) des Fernsehkanals SKAI.
2024 erschien das sich an Kinder richtende Buch Μια άλλη ιστορία  (Eine andere Geschichte) von Sia Kosioni mit Illustrationen von Lena Denezaki beim Verlag Lebee. Es schildert anhand der Geschichte der kleinen Anastasia den Beruf eines Journalisten.

## Auszeichnungen
Für ihre Interviews mit griechischen und internationalen Persönlichkeiten in der Sendung Istories erhielt sie 2017 den 33. Journalistenpreis der Botsi-Stiftung (33α Βραβεία Δημοσιογραφίας του Ιδρύματος Μπότση).
2019 bekam Kosioni anlässlich des Weltfrauentags die Auszeichnung Top Greek Woman Award für ihre Arbeit als Journalistin und Nachrichtensprecherin, ein Preis, der von den Webseiten www.eirinika.gr und www.madeingreece.news verliehen wird.